# Július Humaj
Generálporučík Ing. Július Humaj (* 7. listopad 1949, Galanta) je slovenský generál a bývalý velitel Armády Slovenské republiky.

## Život
Julius Humaj se narodil v roce 1949 Galantě (jihozápadní Slovensko), kde v letech 1955 až 1964 navštěvoval Základní devítiletou školu a poté absolvoval všeobecně vzdělávací [zdroj?] střední školu. V letech 1969–1971 studoval na Velitelsko-organizátorské fakultě Vojenské akademie Antonína Zápotockého v Brně se sídlem ve Vyškově, dosáhl titul inženýra a následně se stal vojákem z povolání v hodnosti poručíka. Do roku 1975 pracoval ve funkcích velitele tankové roty, náčelníka štábu tankového praporu a velitele tankového praporu 8. mechanizovaného pluku v Bratislavě. V letech 1975–1978 absolvoval studium na Vojenské akademii M.F. Frunzeho v Moskvě v Moskvě. Následně, do roku 1983, velel 103. tankovému pluku v Humenném, později absolvoval dvouletý kurz na Vojenské akademii v Brně. V letech 1983 až 1984 působil ve skupině vševojskové přípravy oddělení bojové přípravy na velitelství Východního vojenského okruhu v Trenčíně, do roku 1989 jako zástupce náčelníka oddělení bojové přípravy na velitelství Východního vojenského okruhu. V letech 1989 až 1992 působil ve funkci náčelníka operačního oddělení – zástupce náčelníka štábu na velitelství Východního vojenského okruhu. Od 1. ledna 1992 byl náčelníkem operační správy Vojenského velitelství Východ. V tomto roce byl povýšen hodnosti generála a 20. července ustanoven velitelem Vojenského velitelství Východ. 1. ledna 1993 byl pověřen funkcí velitele Armády Slovenské republiky v Trenčíně. Od 18. března do 1. září 1994 plnil tuto funkci, následně byl jmenován zástupcem náčelníka generálního štábu Armády Slovenské republiky v Trenčíně. Je ženatý, má dvě děti. Hovoří rusky.
V roce 1998 mu prezident Michal Kováč propůjčil státní vyznamenání Řád Ľudovíta Štúra III. třídy.

## Vyznamenání
- Československá medaile Za službu vlasti, 1976
- Medaile bratrství ve zbrani[1], 1981 (Polsko)
- Medaile Za zásluhy o obranu vlasti, 1986
- Medaile Za zásluhy o ČSLA[2], I. stupeň, 1989
- Pamětní medaile ministra obrany Slovenské republiky[3], I. stupeň, 1997 (Slovensko)
- Řád čestné legie, III. třída – velitel, 1997 (Francie)
- Řád Ľudovíta Štúra, III. třída, 1998 (Slovensko)
- Medaile "Za službu v mírových misích ASR"[4], V. stupeň, 1998 (Slovensko)